# Поликарпов, Василий Дмитриевич
Васи́лий Дми́триевич Полика́рпов (1918―2008) ― советский российский военный историк, доктор исторических наук, полковник. Известен как исследователь начального периода Гражданской войны в России.

## Биография
Родился 13 марта 1918 года в селе Ревни (на территории современного Навлинского района Брянской области) в крестьянской семье. Поступил в Карачевский педагогический техникум, но потеряв родителей, в 1933 году вынужден был прервать учебу, работал сначала в шахте, потом каменщиком на стройке. С 1935 года работал учителем историю в средних школах в Курской области.
В 1939 году поступил в Могилевское военное училище. Воевал на фронтах Великой Отечественной войны. В 1951 году окончил командный факультет Военной академии имени М. В. Фрунзе. После академии работал в военных газетах и журналах. В 1960 году начинает работать в редакции Воениздата Министерства обороны СССР.
В 1961 году защитил кандидатскую диссертацию по теме Крымской войны. С 1963 по 1968 год ― сотрудник редакции Военно-исторического журнала. 24 августа 1968 года вышел в отставку в звании полковника.
С 1968 по 1991 год работал в Институте истории СССР АН СССР.
В 1979 году защитил докторскую диссертацию. В 1991—1996 годах был директором научно-исследовательской программы Министерства высшего образования России «Университеты России».
Скончался 21 марта 2008 года. Похоронен в Москве на Хованском кладбище (крематорий, колумбарий 4, сектор 2).

## Научная деятельность
Исследовал историю Крымской войны. Изучал историю революционного движения и Гражданской войны в России. Написал труды о политической деятельности генералитета Российской империи 1905—1917 годов.
Автор книг о начальном периоде Гражданской войны с октября 1917 по февраль 1918 года. Его публикации во многом послужили для реабилитации командира конного корпуса Бориса Думенко и командующего 2-й конной армией Филиппа Миронова, арестованных по ложным доносам и расстрелянных в конце Гражданской войны.
В 1991—1996 годах был директором научно-исследовательской программы Министерства высшего образования России «Университеты России».

## Награды
- орден Отечественной войны I степени (06.04.1985)[4];
- два ордена Красной Звезды (06.08.1946[5], 26.10.1955[6]);
- медаль «За боевые заслуги» (15.11.1950)[7];
- медаль «За победу над Германией в Великой Отечественной войне 1941—1945 гг.» (9.05.1945)[8].

## Публикации
- Поликарпов В. Д. Павел Степанович Нахимов. — М.: Воениздат, 1960. — 312 с.
- Поликарпов В. Д. Пролог гражданской войны в России, октябрь 1917 — февраль 1918. — М.: Наука, 1976. — 415 с.
- Поликарпов В. Д. Начальный этап гражданской войны. — М.: Наука, 1980. — 371 с.
- Поликарпов В. Д. Военная контрреволюция в России, 1905—1917 / Отв. ред. И. И. Минц. — М.: Наука, 1990. — 381 с. — ISBN 5-02-008495-6.
- Шитов А. П., Поликарпов В. Д. Юрий Трифонов и советская эпоха : факты, документы, воспоминания. — М.: Собрание, 2006. — 590 с. — ISBN 5-9606-0015-3.
- К истории русских революций : события, мнения, оценки. Памяти И. И. Минца / редкол.: И. Х. Урилов (отв. ред.) и др.. — М.: Собрание, 2007. — 741 с. — ISBN 978-5-9606-0033-0.
- Этапы большого пути : Воспоминания о гражданской войне / Ред.-сост. В. Д. Поликарпов. — М.: Воениздат, 1963. — 528 с. — 40 000 экз.